# Abbaye Sainte-Marie de Rieunette
Pour les articles homonymes, voir Abbaye Sainte-Marie.
L'abbaye Sainte-Marie de Rieunette est une abbaye cistercienne située sur la commune de Ladern-sur-Lauquet dans le département de l'Aude, édifiée à partir du XIIe siècle.

## Histoire
L'abbaye de Rieunette, située dans le diocèse de Carcassonne, est une des premières abbayes de moniales cisterciennes en France. Si l'origine du monastère reste inconnue, il apparaît en 1162 à l'occasion d'un acte de donation  à Reine de Castillon qui, veuve, se retire avec quelques compagnes à Rieunette. Avant la fin du XIIe siècle le monastère a le statut d'abbaye et s’agrège très rapidement à l’ordre cistercien. L'abbaye est placée, en 1432,  sous la protection des abbés de Villelongue. Elle connaît alors la prospérité et une communauté comptant près de quarante moniales. Au moment des guerres de religion, en 1528, l'abbaye est désertée, pillée à plusieurs reprises, puis incendiée en 1568.
En 1648, Cécile de Noé, nommée abbesse de Rieunette, tente de rétablir la vie monastique dans son abbaye, mais les bâtiments sont à nouveau détruits en 1654 par des propriétaires qui ne veulent pas restituer les biens acquis quatre-vingts ans plus tôt. Réinstallée dans la Cité de Carcassonne, la communauté connaît un lent déclin jusqu’en 1761. A cette date Mgr Bazin de Bezons, évêque du lieu, décrète la suppression de l’abbaye dont les religieuses sont transférées dans le Gers au prieuré des Bernardines de Lombez.
En 1998 la communauté cistercienne de l'abbaye de Boulaur (Gers) entreprend de faire revivre le lieu et depuis une petite communauté y vit dans la prière et le travail, accueillant toute l'année les visiteurs qui souhaitent découvrir le patrimoine cistercien — architecture et chant grégorien —, et les chrétiens désireux de faire une halte spirituelle en participant aux offices monastiques,.
Le 8 novembre 2019 Rieunette a été accueillie dans la Congrégation des cisterciens de l'Immaculée Conception.

## Architecture et description
De l’abbaye primitive subsiste l’abbatiale de la fin du XIIe siècle, d’une architecture très pure et dépouillée, exempte de tout remaniement. Nichée au creux d’un vallon sauvage et boisé, l’abbaye de Rieunette offre au visiteur le sentiment d’une impressionnante solitude : « le bout du monde ».
Les restes de l'abbaye sont inscrits au titre des monuments historiques par arrêté du 11 décembre 1925 alors que l'église abbatiale est classée par arrêté du 29 août 1950.
Le vallon des Rieunettes et l'Abbaye sont inscrits au titre des sites naturels depuis 1945.

## Filiation et dépendances
Sainte-Marie de Rieunette  est fille de l'abbaye de Tart